# Villa Fogazzaro Colbachini
Villa Fogazzaro-Colbachini è una villa neoclassica, situata nel territorio comunale di Montegalda. È stata la residenza dello scrittore veneto Antonio Fogazzaro, che, nel 1901, vi ha ambientato parte del suo romanzo Piccolo mondo moderno. Una parte della villa è destinata a sede del Museo Veneto delle Campane, tra le più ricche collezioni di campane in Italia.

## Storia
La porzione più antica della villa risale al 1400, quando l'intera zona apparteneva alla Repubblica di Venezia, che successivamente trasferì attraverso una donazione la proprietà dell'intero podere alla famiglia Chiericati a cui seguirà nei primi anni del 1600 la famiglia Caldogno.
Nel 1824 la proprietà venne acquistata dalla famiglia Fogazzaro. Il complesso architettonico è il risultato di un'attenta opera di restauro compiuta da Giovanni Antonio Fogazzaro, zio dello scrittore Antonio Fogazzaro, nella prima metà dell'Ottocento che coinvolsero successivamente anche la realizzazione di un giardino all'italiana adiacente alla villa. Fu proprio nella cornice del parco della villa che Antonio Fogazzaro ambientò, nel 1901, parte del suo romanzo Piccolo mondo moderno.
Dopo un periodo sotto la proprietà della famiglia Roi, la villa viene acquistata dall'imprenditore veneto Colbachini nel 1990, che avviò, a partire dallo stesso anno, il recupero architettonico e paesaggistico della tenuta.

## Museo delle campane
Parte di Villa Fogazzaro-Colbachini è divenuta sede del Museo Veneto delle Campane, tra le più ricche collezioni di campane in Italia. Vi sono presenti più di 200 esemplari che decorarono chiese e palazzi italiani ed europei in diverse epoche storiche oltre che manufatti provenienti da Cina, India, Birmania e Thailandia. Sorge come coronamento per i 250 anni di attività campanaria della Fonderia Colbachini, nata nel 1745 e nel 1898 insignita del titolo di Fonderia Pontificia per volere di Papa Leone XIII.